# Prazgodovinska umetnost
V zgodovini umetnosti je prazgodovinska umetnost vsa umetnost proizvedena v času pred odkritjem pisave, v času prazgodovinskih kultur, ki se začnejo nekje v zelo pozni geološki zgodovini in se na splošno nadaljujejo, dokler kultura bodisi ne razvije pisave ali druge metode vodenja evidenc ali ne naredi pomembnega stika z drugo kulturo, ki ima ali naredi nekaj evidenc o velikih zgodovinskih dogodkih. Na tej točki se začne umetnost visokih kultur. Končni datum se močno razlikuje med različnimi deli sveta.
Najzgodnejši človeški artefakti, ki kažejo izdelavo z umetniškim namenom, so predmet razprav; jasno je, da ga je pred 40.000 leti obstajala takšna vrsta izdelave v paleolitski dobi, vendar obstajajo tudi dokazi o umetniški dejavnosti, ki sega daleč nazaj, kot so izdelki Homo Erectusa pred 500.000 leti. Od mlajšega paleolitika skozi mezolitik, so prevladovale jamske poslikave in prenosna umetnost, kot so figurice in kroglice, z dekorativno oblikovanimi izdelki na nekaterih uporabnih predmetih. Iz neolitika so dokazi o zgodnjem lončarstvu, kot tudi kiparstvo in gradnja megalitov. Zgodnja umetnost kamene dobe se je tudi prvič pojavila v neolitiku. Pojav kovin v bronasti dobi je prinesel dodatne medije za uporabo pri izdelavi umetniških izdelkov, več slogovnih raznolikosti in oblikovanje predmetov, ki niso imeli nobene očitne funkcije, razen umetnosti. Razvijejo se nekatera področja obrtnikov, razred ljudi, ki so specializirani za proizvodnjo umetnosti, kot tudi zgodnji sistemi pisanja. Z železno dobo so se pojavile civilizacije s pisavo od starega Egipta do antične Kitajske.
Veliko domorodnih ljudstev iz celega sveta še naprej ideluje umetniška dela, ki se razlikujejo glede na njihovo geografsko območje in kulturo, dokler raziskovanja in trgovina niso k njim prinesla metod vodenja evidenc. Nekatere kulture, predvsem Majevska civilizacija, so neodvisno razvili pisavo v času, ko so cvetela, in ki se je kasneje izgubila. Te kulture lahko razvrstimo kot prazgodovinske, še posebej, če njihova pisava ni bila dešifrirana.

## Paleolitik

### Starejši in srednji paleolitik
Najzgodnejša nesporna umetnost izvira iz Aurignacienske kulture v starejšem paleolitiku. Obstaja pa nekaj dokazov, da se je estetika pojavila v srednjem paleolitiku, od pred 100.000 do 50.000 leti. Nekateri arheologi razlagajo nekatere srednje paleolitske artefakte kot zgodnje primere umetniškega izražanja. Simetrija artefaktov dokazuje pozornost do podrobnosti oblike, o čemer so razmišljali raziskovalci ob Acheuleanskih pestnjakih (kamnito orodje).
Podobno naj bi bile cik-cak rezbarije, narejene z morskim zobom na sladkovodne školjke iz pred približno 50.000 leti (torej tudi v starejšem paleolitiku), povezane s homo erectusom, kar naj bi bil najzgodnejši dokaz umetniškega delovanja.
Maska La Roche-Cotard je bila sprejeta kot dokaz o figuralni umetnosti neandertalca, čeprav iz obdobja po datiranju njihovega stika s Homo sapiensom. Obstajajo tudi drugi primeri srednje paleolitskega kiparstva, poimenovani Venera iz Tan-Tana (pred 300.000 leti) [6] in Venera iz Berekhat Rama (250.000 leti). Leta 2002 so v jami Blombos, ki se nahaja v Južni Afriki, odkrili kamne  z vtisnjeno mrežo ali križastim vzorcem, datirano pred približno 70.000 leti. Nekateri raziskovalci menijo, da so bili zgodnji Homo sapiens sposobni abstrakcije in izdelave abstraktne umetnosti ali simbolne umetnosti. Več arheologov, tudi Richard Klein iz Stanforda niso prepričani, da so najdbe v jami Blombos prvi primeri dejanske umetnosti.

### Mlajši paleolitik
Najstarejše nesporno delo figuralike so našli v Schwäbische Alb, Baden-Württemberg, Nemčija. Najzgodnejša od teh je figura znana kot Venera iz Hohle Felsa in sega do pred okoli 40.000 let.
Druge upodobitve umetnosti iz obdobja mlajšega paleolitika (pred okoli 40.000 do 10.000 let) so jamske poslikave (npr. tiste v Chauvetu, Altamiri, Pech Merle in Lascauxu) in kipci: figurice Vener kot Willendorfska Venera, kakor tudi klesane živali kot Plavajoči severni jelen, obesek z rosomahom iz Les Eyzies in več predmetov znanih kot preluknjana palica.
Za jamske poslikave iz indonezijskega otoka Sulawesi so v letu 2014 ugotovili, da so stare 40.000 let, podobno kot najstarejša evropska jamska umetnost, kar kaže na veliko starejši izvor te vrste umetnosti, morda v Afriki.
Monumentalno umetnost na prostem (vklesane podobe) v Evropi iz tega obdobja najdemo v dolini Côa in Mazouco na Portugalskem, Domingo García in Siega Verde v Španiji in Fornols-Haut v Franciji.
Jama pri Turobongu v Južni Koreji vsebuje človeške ostanke, za katere je bilo ugotovljeno, da vsebuje izrezljane jelenove kosti in upodobitve srnjadi, ki so lahko stari okoli 40.000 let. Petroglifi jelenov ali severnih jelenov na Sokchang-ri so lahko paleolitski. Lončene črepinje, ki spominjajo na zgodnja japonska dela so našli pri Košan-ri na otoku Čedžu, ki je bil dostopen iz Japonske zaradi nižje gladine morja v tistem času.
V Bradshawsu v Zahodni Avstraliji so našli edinstven slog skalne umetnosti. So pretežno človeške figure finih podrobnosti, natančno anatomsko proporcionirane. Datirane kot najmanj 17.000 let, morda celo dot 70.000 let.
Najstarejši petroglifi so datirani približno v mezolitik in pozni mlajši paleolitek, pred približno 10.000 do 12.000 leti. Nesporno najzgodnejša afriška skalna umetnost sega približno 10.000 let nazaj. Prvi naturalistične slike ljudi najdemo v Afriki približno 8000 let nazaj, očitno porekla v dolini reke Nil, razširjene proti zahodu do Malija pred približno 10.000 leti. Znana nahajališča zgodnje umetnosti so Tassili n'Ajjer na jugu Alžirije, Tadrart Acacus v Libiji (tudi Unescova svetovna dediščina), ter gore Tibesti v severnem Čadu. Vklesane podobe v jami Wonderwerk v Južni Afriki so bile datirane podoben starosti. Sporna je datacija okoli 29.000 let za nahajališča v Tanzaniji. Nahajališče kompleks jam Apollo 11 v Namibiji je datiran v 27.000 let.

## Azija
Azija je bila zibelka številnih pomembnih civilizacij, predvsem tistih, na Kitajskem in v Južni Aziji. Prazgodovina vzhodne Azije je še posebej zanimiva, saj je bila relativno zgodaj poznana pisava, zgodovinsko vodenje evidenc na Kitajskem je imelo večji vpliv na okoliške kulture in na geografska območja. Nekaj zelo bogate tradicije umetnosti Mezopotamije tudi šteje kot prazgodovinska, to je zgodnja uvedba pisanja, pa tudi sosednje kulture, kot so Urartu, Luristan in Perzija so imele pomembno in kompleksno umetniško tradicijo.

### Rusija
Idol iz Shigirja (rusko: Шигирский идол) je najstarejša lesena skulptura na svetu. Narejena je bila v času mezolitika, okoli 7500 pred našim štetjem. Idol je bil odkrit leta 1894, v šotnem barju Shigir na vzhodnem pobočju srednjega Urala (približno 100 km od Jekaterinburga). Zahodna Rusija je prispevala v več fazah evropske prazgodovinske umetnosti, južna Rusija in Ukrajina pa sta ključni področji, kjer je prisotna nomadska stepska umetnost.

### Indijski podkontinent
Najstarejše indijske slike so bile skalne poslikave iz prazgodovine, petroglife so našli na mestih kot je skalno zavetišče Bhimbetka in nekateri od njih so starejši od 5500 pred našim štetjem. Indska civilizacija je poznana po lepih majhnih valjastih pečatnikih, kipcih,  morda so bili pismeni, vendar je po njenem razpadu ostalo relativno malo umetniških ostankov, vse do obdobja pisave. Verjetno so bili uporabljeni netrajni materiali.

### Kitajska
Prazgodovinske umetnine, kot so poslikana lončenina v neolitski Kitajski se lahko izsledi nazaj do kultur Jangšao in Longšan v dolini Rumene reke. V času kitajske bronaste dobe, so Kitajci iz starodavne dinastije Šang in dinastije Džou izdelali množico kitajskih obrednih posod, ki so razne različice navadnih vaz in drugih predmetov, ki so se uporabljali pri obredih češčenja prednikov, okrašene z motivi taotie, do poznih Šang kitajskih bronastih napisov. Odkritja leta 1987 v Sanšjingdui v osrednji Kitajski so pokazala prej neznano kulturo pred-pismene bronaste dobe, katere artefakti vsebujejo spektakularne zelo velike bronaste figure in ki se je kulturno zelo razlikovala od poznejše Šang dobe, ki je bila vedno del neprekinjene tradicije kitajske kulture.

### Japonska
Glede na arheološke dokaze, so ljudje Džomon v starodavni Japonski med prvimi razvili lončarstvo, ki datira v 11. tisočletje pred našim štetjem. Z naraščajočo prefinjenostjo so Džomonci ustvarili vzorce, ki so jih vtisnili v mokro glino s spletenih ali nespletenih vrvic in palic.

### Koreja
Prvi primeri korejske umetnosti so iz kamene dobe iz leta 3000 pred našim štetjem. To so predvsem votivne skulpture, čeprav so pred kratkim odkrili tudi petroglife. Razširjeni so bili tudi skalna umetnost, kamnita orodja in glineni izdelki.
To zgodnje obdobje je sledilo umetniškim slogom različnih korejskih kraljestev in dinastij. V teh obdobjih so umetniki pogosto kopirali kitajski slog. Niso pa Korejci le kopirali ampak tudi spremenili kitajsko kulturo z ljudskim izročilom s preprosto eleganco, čistostjo narave in spontanostjo. To filtriranje kitajskih slogov je kasneje vplivalo na japonsko umetniško tradicijo zaradi kulturnih in geografskih okoliščin.
Korejska prazgodovina se konča z ustanovitvijo Treh kraljestev Koreje, kar je dokumentirano v sagi Samguk, besedilu iz 12. stoletja, napisanega v klasični kitajščini (pisni jezik v literaturi tradicionalne Koreje), kot začetek v 1. stoletju pr. n. št.; nekatere omembe zgodnje zgodovine je tudi v kitajskih besedilih, kot je Sanguo Dži iz 3. stoletja.

#### Obdobje Jeulmun lončarstva
Jasnejša dokazila o kulturnih pojavih v poznem neolitiku, so v Koreji znana kot lončarsko obdobje Jeulmun, z lončeno posodo, podobno tisti v sosednjih regijah Kitajske, okrašeno z vzorci v obliki Z. Najzgodnejše neolitsko nahajališče z lončarskimi ostanki je Osan-ri, 6000-4500 pr. n. št. Za to lončenino je značilen vzorec glavnika, z loncem, ki ima pogosto koničasto osnovo. Okraski iz tega časa so maske narejene iz školjk, z znamenitimi najdbami pri Tongsam-dong, Osan-ri in Sinam-ri. Ročno oblikovane glinene figurice so našli pri Nongpo-dong.

#### Obdobje Mumun lončarstva
V lončarskem obdobju Mumun, približno med 1500 in 300 pred našim štetjem, je bilo razširjeno kmetijstvo in dokazila o obsežnejših političnih strukturah os postala očitna, saj so vasi postale večje in nekateri pokopi bolj elaborirani. Megalitske grobnice in dolmeni so po vsej Koreji iz tega obdobja. Lončarstvo je  prepoznavno brez okrasja. Mnoge od teh sprememb v slogu so morda prišle zaradi priseljevanja novih ljudstev s severa, a je to predmet razprave. V številnih mestih v južni Koreji obstaja skalna umetnost, za katero menijo da je iz tega obdobje, v glavnem zaradi slogovnih značilnosti.
Medtem ko je točen datum uvedbe bronastih izdelkov v Koreji tudi stvar razprave je jasno, da so bron obdelovali okoli 700 pred našim štetjem. Najdbe obsegajo slogovno različna bodala, ogledala in zaponke za pas, dokazano iz 1. stoletja pred našim štetjem, lokalno značilna dela bronaste kulture.

#### Protozgodovinska Koreja
Čas med 300 pred našim štetjem in ustanovitvijo in stabilizacijo Treh kraljestev okoli 300 našega štetja, je umetniško in arheološko značilna večja trgovina s Kitajsko in Japonsko, kar časovno potrjuje kitajska zgodovina. Kitajska osvajanja in ustanovljene prefekture v severni Koreji v zgodnjem 1. stoletju pr. n. št., so bile izrinjene v 4. stoletju. Ostanki nekaterih od njih, zlasti Lelang, blizu modernega Pjongjanga, so prinesli številne artefakte v tipičnem Han slogu.
Kitajska zgodovina piše tudi o začetkih železnodobnih del v Koreji v 1. stoletju pr. n. št.. Zdi se tudi, da je lončarstvo in peči za pečenje izdelkov iz tega časa, čeprav o datumih poteka polemika. V Koreji najdena lončenina je izrazito japonskega izvora, kovine korejskega porekla pa so našli v severovzhodni Kitajski.

### Stepska umetnost
Odlični vzorci stepske umetnosti - predvsem zlati nakit in okrasje za konja - so bili najdeni na prostranem ozemlju, ki se razteza od Madžarske do Mongolije. V obdobju med 7. in 3. stoletjem pred našim štetjem so predmeti običajno majhni, kot se lahko pričakuje od nomadov, ki so vedno na poti. Stepska umetnost vsebuje predvsem živalska umetnost, vsebuje prizore bojevanja več živali (resničnih ali namišljenih) ali pa prevladujejo posamezne figure živali (kot so zlati jeleni). Najbolj znani med različnimi narodi so bili Skiti na evropskem koncu stepe, ki so še posebej verjetno pokopavali tudi zlate predmete.
Med najbolj znanimi najdbami je tista iz leta 1947, ko je Sovjetski arheolog Sergej Rudenko (rusko: Серге́й Ива́нович Руде́нко; 16. januar 1885, Harkov - 16. julij 1969, Leningrad) odkril kraljevo grobnico pri Paziriku, gorovje Altaj. Med mnogimi drugimi pomembnimi predmeti, so našli najstarejšo preprogo, verjetno narejeno v Perziji. Nenavadno za prazgodovinski grob v severnih delih območja je, da se je lahko ohranil organski material, kot sta les in tekstil, ki bi običajno propadeta. Stepski ljudje so prevzeli vplive in vplivali na sosednje kulture iz Evrope do Kitajsko. Kasneje so skitski predmeti močno vplivali na starogrški slog in verjetno so pogosto Grki delali v območjih, kjer so živeli Skiti.

## Evropa

### Kamena doba
Umetnost mlajšega paleolitika vključuje rezbarije na rogovju in kosteh, zlasti živali, kot tudi tako imenovane Venerine figurice in jamske poslikave, o čemer še razpravljajo. Kljub toplejšemu podnebju, obdobje mezolitik nedvomno kaže upadanja glede na prejšnje obdobje. Skalna umetnost se nahaja v Skandinaviji in severni Rusiji in okoli Sredozemlja v vzhodni Španiji. Najzgodnejše skalne poslikave so v Val Camonici v severni Italiji, ne pa tudi med prej navedenimi območji. Drobni primeri prenosne umetnosti obsegajo pobarvane kamenčke kulture Azilian, ki je nasledila Magdalenien in vzorce na uporabnih predmetih, kot so vrči iz Tybrind Viga, Danska. Mezolitski kipi iz Lepenskega Vira pri Železnih vratih, Srbija so iz 7. tisočletja pred našim štetjem in predstavljajo ljudi ali mešanice ljudi in rib. Enostavno lončarstvo se je začel razvijati v različnih krajih, tudi v odsotnosti kmetovanja.

#### Neolitik
V srednji Evropi so mnoge neolitske kulture, kot Kultura trakaste keramike (Linearbandkeramic), Lengyel in Vinčanska kultura, izdelovali ženske (redko moške) in živalske kipe, ki jih lahko imenujemo umetnost in izdelovali lončarsko dekoracijo na primer Želiesovce in pobarvan Lengyel slog.
Megalitski spomeniki se nahajajo v mlajši kameni dobi od Malte do Portugalske, skozi Francijo in po vsej južni Angliji, večina v Walesu in na Irskem, našli so jih tudi v severni Nemčiji in na Poljskem, kakor tudi v Egiptu, v Sahari (pri Nabta Playa in drugih mestih). Najbolje ohranjeni od vseh templjev in najstarejših samostoječih struktur na Zemlji so megalitski templji na Malti. Začnejo se v 5. tisočletju pred našim štetjem, čeprav nekateri avtorji špekulirajo na mezolitski izvor. Zaradi pogoste ponovne uporabe je to težko dokazati. Obstaja veliko lokacij skalne in jamske umetnosti - vgravirani živalski in človeški prizori v saharskem območju. Najbolj znan med vsemi je Stonehenge, kjer glavne strukture segajo v zgodnjo bronasto dobo. Spomenike najdemo po večini zahodne in severne Evrope, predvsem v Karnag, Bretanja, pri Skara Brae na Orkneyskih otokih, na Portugalskem in Wiltshireu v Angliji, na območju Stonehengea, krog Aveburyja, grobnice pri West Kennetu in Woodhengeu.
Velika gomila - grobnica pri Newgrange na Irskem ima svoj vhod označen z velikim kamnom izklesanim s kompleksno zasnovo spirale. Gomila pri bližnjem Knowthu ima velike ravne skale s skalnimi gravurami na navpičnih ploskvah po vsem obodu, za katere imajo predlagane različne pomene, vključno z upodobitvami lokalne doline in najstarejšo znano podobo Lune. Mnogi od teh spomenikov so megalitske grobnice in arheologi domnevajo, da ima večina verski pomen. Knowth je slaven po tem, da ima približno eno tretjino vse megalitske umetnosti v zahodni Evropi.
V osrednjih Alpah je civilizacija Camunni naredila 350.000 petroglifov

#### Bronasta doba
V 3. tisočletju pr. n. št., se je bronasta doba začela v Evropi, z njo pa nov medij za umetnost. Večja učinkovitost bronastih orodij je pomenila tudi povečanje produktivnosti, kar je privedlo do presežka - prvi korak pri oblikovanju razreda obrtnikov. Zaradi večjega bogastva družbe so začeli ustvarjati luksuzne dobrine, še posebej okrašeno orožje.
Primeri obsegajo obredne bronaste čelade, okrašene sekire in meči, zapletene instrumente, kot je lurer (rog) in druge ceremonialne predmete brez praktičnega namena, kot je prevelik Oxborough Dirk (meč). Posebni predmeti so izdelani v zlatu; veliko več zlatih predmetov je ohranjenih iz zahodne in srednje Evrope kot iz železne dobe, številni skrivnostni in nenavadni predmeti, od lunul, očitno irska specialnost, ogrinjal in zlatih klobukov. Lončenina iz Srednje Evrope je lahko dovršeno oblikovana in okrašena. Skalno umetnost, ki prikazuje prizore verskih obredov so našli na številnih področjih, na primer Bohuslän, Švedska in v Val Camonica v severni Italiji.
V Sredozemlju je bila zelo razvita minojska civilizacija, s kompleksi palač, iz katerih so bili izkopani deli fresk. Sodobno starodavno egipčansko umetnost in druge napredne kulture Bližnjega vzhoda ni več mogoče obravnavati kot "prazgodovinske".

#### Železna doba
V železni dobi so se razvili antropomorfni kipi, kot je bojevnik iz Hirschlandena in kip iz Glauberga, Nemčija. Hallstattski umetniki v zgodnji železni dobi dajejo prednost geometričnim, abstraktnih oblikam, na katere so morda vplivale trgovinske povezave s klasičnim svetom.
Bolj dodelan in ukrivljen se je razvil slog La Tène v Evropi v kasnejši železni dobi iz centra v dolini Rena, in se kmalu razširil po vsej celini. Zdi se, da je bogati razred poglavarjev spodbujal bahave in klasične vplive, kot so bronasti vrči za pitje za novo modo pitja vina. Skupno hranjenje in pitje je bilo pomemben del keltske družbe in kulture, zato je velik del njihove umetnosti pogosto izražen s krožniki, noži, kotli in skodelicami. Konjska oprema in orožje so bili tudi predmeti primerni za izdelavo. Mitske živali so bile motiv skupaj z verskimi in fizičnimi osebami, njihova upodobitev je mešanica med naravnim in stiliziranim. Megalitska umetnost je bila še vedno prisotna, primer so izrezljani apnenčasti stebri svetišča pri Entremontu v današnji Franciji. Osebni okras obsega obročaste ogrlice, uvedba kovancev pa je bila dodatna priložnost za umetniško izražanje. Kovanci tega obdobja so izpeljanke grških in rimskih tipov, a kažejo bolj bujen keltski umetniški slog.
Iz poznega 4. stoletja pr. n. št. je grobnica bojni voz pri Waldalgesheimu v Porenju, kjer so našli mnogo lepih primerov latenske umetnosti, vključno z bronasto steklenico in bronasto plaketo z cizelirano človeško figuro. Mnogo kosov je imelo zaobljene, organske elemente, čeprav naj bi izhajali iz klasičnih vitičastih vzorcev.
Mnogo zahodno evropskih elementov tega umetniškega sloga je mogoče zaznati v ohranjeni umetnosti in arhitekturi rimskih kolonij. Zlasti v Veliki Britaniji in na Irskem je neizrazita kontinuiteta skozi rimsko obdobje omogočala, da so se keltski motivi ponovno pojavili z novo zavzetostjo v krščanski provincialni umetnosti od 6. stoletja dalje.
Prefinjena etruščanska kultura se je razvila od 9. do 2. stoletja pr. n. št., pod precejšnjim vplivom Grkov, preden se je dokončno zlila z rimsko. Do konca obdobja so razvili pisanje, vendar zgodnjo etruščansko umetnost lahko imenujemo prazgodovinsko.

## Afrika
Stari Egipt delno tudi sodi v to obdobje, saj je imel tesne odnose s Sudanom, zlasti znanem v tem obdobju kot Nubija, kjer je bila napredna kultura iz 4. tisočletja pr. n. št., kot je na primer "A-Group", "C-Group" in Kraljestvo Kuš.

### Južna Afrika
Južna Afrika je pomembna lokacija sklanega slikarstva v regiji, predvsem okoli Narodnega parka Matobo v Zimbabveju, ki datira v zgodnje 6000 pr. n. št. do 500 n. št.
Obstajajo velike skalne poslikave ljudstva San (Grmičarji) na območju narodnega parka Waterberg nad reko Palala in okoli Drakensberga v Južni Afriki, od katerih so nekatere iz obdobja 8000 pr. n. št. Te slike so zelo jasne in prikazujejo različne ljudi in prosto živeče živali, predvsem antilope. Zdi se, da so skalne slike dokaj stalne v zgodovini na tem področju; nekatere tehnike jasno segajo v 19. stoletje. Vključujejo upodobitve konj z jahači, ki niso bili znani na območju do leta 1820.
Namibija ima, poleg kompleksa Apollo 11, pomembno paleto San skalne umetnosti pri Twyfelfonteinu. To delo je staro več tisoč let in zdi se, da se konča s prihodom pastoralnih plemen na to območje.

### Afriški rog
Laas Geel je kompleks jam in skalnih spodmolov v severozahodni Somaliji. Znane po svoji skalni umetnosti, se jame nahajajo v podeželskem okolju na obrobju Hargeisa. Vsebujejo nekatere izmed prvih znanih jamskih poslikav na Afriškem rogu, od katerih mnoge prikazujejo pastoralne prizore. Laas Geelska skalna umetnost se ocenjuje da sega nekje med 9.000-8.000 in 3000 pred našim štetjem.
Leta 2008 so arheologi napovedali odkritje jamske poslikave v severni somalski regiji Dhambalin, za kar so raziskovalci ocenili, da je eden od prvih znanih upodobitev lovca na konju. Skalna umetnost je v etiopsko-arabskem slogu, datirana v 1000 do 3000 pred našim štetjem.
Druge prazgodovinske umetnosti v regiji Afriškega roga obsegajo kamnite megalite in gravure, od katerih so nekatere stare 3500 let. Mesto Dillo v Etiopiji ima vrha hriba pokrit s kamnitimi stelami. To je eno od mnogih takih območij v južni Etiopiji.

### Saharska Afrika
Zgodnjo umetnost te regije lahko razdelimo na pet obdobij:
- Obdobje Bubalus, okoli 12-8 tisoč pr. n št.
- Obdobje okroglih glav, okoli 10-8 tisoč pr. n št.
- Pastoralno obdobje, okoli 7.5-4 tisoč pr. n št.
- Obdobje konja, okoli 3-2 tisoč pr. n št.
- Obdobje kamele, 2.000 let nazaj

Dela obdobja Bubalus najdemo v Sahari, z najboljšim delom, okraski z naturalistično upodobljeno mega favno, ki je skoncentrirana v osrednjem visokogorju.
Obdobje okroglih glav - prevladujejo slike čudno oblikovanih človeških oblik z okroglimi brezoblični glavami in brezobličnimi organi in nekaj živali. Ta dela so v veliki meri omejena na Tassili n'Ajjer in gorovje Akakus (jug Alžirije in južna Libija). Proti koncu obdobja se pojavijo podobe udomačenih živali, kot tudi dekorativna oblačila in pokrivala.
Umetnost pastoralnega obdobja je bila bolj osredotočena na domače prizore, vključno zbiranje in ples. Kakovost umetnin se je zmanjšala, saj so liki postali bolj poenostavljeni.
Obdobje konja se je začelo v vzhodni Sahari in se širilo proti zahodu. Upodobitve iz tega obdobja kažejo rezbarije in slike konj, vozov in bojevnike s kovinskim orožjem, čeprav obstajajo tudi pogoste upodobitve divjih živali, kot so žirafe. Ljudje so na splošno prikazani na stiliziran način. Nekatere umetnine spominjajo na tempeljske vklesane podobe iz starodavnega Egipta. Občasno je umetnostne plošče spremljala Tifinagh pisava, še danes v uporabi pri Berberih in Tuaregih, vendar pa sodobni Tuaregi praviloma ne znajo prebrati teh napisov.
Obdobje kamele pozna rezbarije in slike, v katerih prevladujejo kamele, vključujejo pa tudi ljudi z meči in kasneje s pištolami. Umetnost tega časa je relativno surova.

## Amerike
Zgodovina deli področje na pet period in tri horizonte. Periode so bila obdobja ohlapnejše politične enostnost, horizonti pa obdobja močnješe politične povezanosti.

### Severna Amerika
Najstarejša znana umetnost v Ameriki je kost Vero Beach, morda kost mamuta, izdelana v profilu stopajočega mamuta, ki sega do 11.000 pr. n. št. (obdobje litic). Najstarejši znani pobarvan objekt v Severni Ameriki, je Cooper Bison Skull iz 10.900-10.200 pr. n. št.

### Mezoamerika
Starodaven olmeški "Ptičji vrč" in skleda, oboje keramika in datira okoli leta 1000 pred našim štetjem, kot je druga keramika proizvedena v pečeh, ki so lahko presegle približno 900 °C. Edina druga prazgodovinska kultura, ki je znala doseči tako visoke temperature je iz starega Egipta.
Veliko olmeške umetnosti je zelo stilizirane in uporablja ikonografijo, kar kaže na versko uporabo umetnin. Nekatera olmeška umetnost pa je presenetljivo naturalistična, saj prikazuje točno upodobitev človeške anatomije. Olmeško obliko poudarjajo monumentalni kipi in majhne rezbarije iz žada. Skupna tema je mogoče reprezentacija božanskega jaguarja. Olmeške figurice so bile pogosto najdene v izobilju.

### Južna Amerika
Umetnost litične starosti v Južni Ameriki obsega skalne slike kulture Monte Alegre, ustvarjene pri Caverna da Pedra Pintada in sega 9250 - 8550 pred našim štetjem. Jama Guitarrero v Peruju ima najzgodnejši znan tekstil v Južni Ameriki, ki sega do 8000 pred našim štetjem.

#### Peru in centralni Andi
Litično in predkeramijsko obdobje
Peru, vključno z območji osrednjih Andov se razteza od Ekvadorja do severnega Čila in ima bogato kulturno zgodovino, z dokazi o prebivanju ljudi do okoli 10.000 pred našim štetjem. Pred pojavom keramike v tej regiji okoli 1850 pred našim štetjem, so našli jamske poslikave in kroglice. Te najdbe imajo sporno datacijo okoli 9500 pred našim štetjem v jami Toquepala. Grobišča v Peruju, kot tisto v Telarmachay, so iz okoli 8600-7200 pr. n. št. in vsebujejo dokaze o obrednem pokopu, z rdečo okro in ogrlice iz kroglic.
Prva keramika, ki se je pojavila v Peruju je bila lahko uvožena iz regije Validivia; domača proizvodnja lončarstva je skoraj zagotovo prišla v višavje okoli 1800 pred našim štetjem pri Kotoshu in na obali v La Florida okoli 1700 pr. n. št.. Starejše bučaste posode s človeškimi obrazi sežganimi v njih, so našli na Huaca Prieta, lokacija datira v 2500-2000 pr. n. št. Huaca Prieta vsebuje tudi nekaj zgodnjega potiskanega in barvanega tekstila, narejenega iz prepletenih rastlinskih vlaken.
Začetno obdobje in prvi Horizont
Začetno obdobje v Centralnih andskih kulturah je trajalo približno od leta 1800 pred našim štetjem do 900 pred našim štetjem. Tekstil iz tega časa, ki je bil najden v Huaca Prieta, je presenetljivo kompleksen, vključno s slikami, kot so raki, katerih kremplji so preoblikovani v kače in ptice z dvojno glavo. Mnoge od teh slik so podobne optični iluziji, kjer dominira podoba, ki je deloma odvisna od kod jo gledalec gleda. Druge prenosne umetnine iz tega časa so okrašena ogledala, kosti in nakit iz školjk in ženski portreti iz nežgane gline. Javna arhitektura ocenjeno zahteva prenašanje več kot 100.000 ton kamna in jo je mogoče najti na lokacijah kot je Kotosh, El Paraíso v Peruju in La Galgada (arheološko najdišče). Kotosh, mesto v andskem višavju, je še posebej važno kot mesto Templja prekrižanih rok, v katerem obstajata dva reliefa s prekrižanimi podlahtmi, en par, moški, en par žensk. Tudi ena izmed največjih južno ameriških ceremonialnih lokacij, je Sechín Alto. Krona dela te lokacije je platforma dvanajstih zgodb, s kamni zarezami z vojaškimi temami. Arhitektura in umetnost višavja, zlasti določa temelje za vzpon kulture Chavín.
Kultura Chavin prevladuje osrednji Ande med prvim Horizontom, ki se začne okoli 900 pred našim štetjem in je običajno razdeljen v dve fazi. Prva, ki poteka do približno 500 pred našim štetjem in predstavljala pomembno kulturno poenotenje visokogorskih in obalnih kultur časa. Predstavlja se v vseh načinih umetnosti (tekstil, keramika, nakit in arhitektura), vključuje včasih fantastične podobe, kot so jaguarji, kače in človeško-živalski stvori, mnogo od tega se navidezno zgleduje po džungli na vzhodu.
Kasnejša faza kulture Chavín se predstavlja z arhitekturno širitvijo mesta Chavín de Huantar okoli 500 pred našim štetjem, ki ga spremlja niz stilističnih sprememb. Ta širitev vključuje med drugimi spremembami, več kot štirideset velikih kamnitih glav, katerih rekonstruiran položaj predstavlja preobrazbo iz človeka na nadnaraven živalski obraz. Mnogo drugih umetnosti v kompleksu vsebuje takšno nadnaravno podobo. Prenosna umetnost se nanaša na prefinjeno obdelavo kovin, vključno zlitin kovin in spajkanje. Tekstil, najden v Karwa, jasno prikazuje vpliv kulture Chavín in slog Cupisnique lončarstva, ki so ga Chavíni širili ter določali standarde po vsej regiji za poznejše kulture.
Zgodnje vmesno obdobje
Glej tudi: Kultura Paracas,  Kultura Nazca in Močejska kultura
Zgodnje vmesno obdobje je trajalo od okoli 200 pred našim štetjem do 600 n. št. Pozno v prvem Horizontu, je začela kultura Chavín upadati, predvsem na obalnih območjih so se začela razvijati druge kulture. Najstarejša med njimi je bila kultura Paracas, osredotočena na polotok Paracas v osrednjem Peruju. Aktivna je bila od 600 do 175 pred našim štetjem. Njihova zgodnja dela jasno kažejo vpliv Chavínov, vendar se je razvil lokalno značilen slog in tehnika. Značilna so tehnična in zamudna podrobna dela, vidno barvita, s preveč vizualnimi elementi. Prepoznavne tehnične razlike so v slikarstvu na glini po žganju in vezenje na tekstil. Omembe vredna najdba je plašč, ki je bil jasno uporabljan za namene usposabljanja. Kaže očitne znake strokovnjakov za tkanje, vrinjenih v tehnično manj usposobljenega pripravnika.
Kultura Nazca v južnem Peruju, ki je splošno znana po ogromnih figurah narisanih na terenu (Nazca linije v južnem Peruju), je delila nekaj podobnosti s kulturo Paracas, a se tehnike (in obseg) razlikujejo. Nazca so poslikali svojo keramiko s predlogo in tako so tudi poslikali svoj tekstil. Nazca keramika je vsebuje najrazličnejše predmete, od preprostih do fantastičnih, tudi uporabne posode in podobe figur. Nazca so bili tudi zlatarji in iz gline izdelovali pan piščali, ki proizvajajo podobno glasbo Andov kot danes.
Slavne Nazca linije spremljajo tempelj kot konstrukcijo, odprt prostor so verjetno imeli v obredne namene, povezane z linijami. Linije same so narejene na neki naravni površini, kjer  tanka plast temnega kamna pokriva svetel kamen; linije so ustvarili tako, da so preprosto odstranili zgornjo plast, po uporabi geodetskih tehnik za postavitev oblike.
Na severu Peruja je prevladala Močejska kultura. Znana tudi kot Močika ali Zgodnji Chimú, ta bojevita kultura obvladuje območje do približno 500 n. št. z navidezno uporabo dostopa do kritičnih virov vzdolž puščavske obale: obdelovalne zemlje in vode. Moche umetnost je predvsem drugačna, ekspresivna in dinamična na način, ki ga mnoge druge andske kulture niso poznale. Znanje o obdobju je bilo predvsem razširjeno z najdbami  neokrnjenih kraljevih grobnic pri Sipánu.
Moche so zelo očitno prevzeli nekatere elemente kulture Chavín, pa tudi ideje manjših sosednjih kultur, kot so kultura Recuay in Vicus. Izdelovali so polne keramične figure živali, obdelovali zlato in tkali tekstil. Umetnost pogosto kaže vsakdanje podobe, a na videz vedno z obrednim namenom.
V kasnejšem obdobju so Moche prišli pod vplivom Huari imperija. Zdi se, da je bila lokacija Cerro Blanco v Huaca del Sol glavno mesto, zaradi naravnih dogodkov okoli leta 600 v veliki meri uničeno, in nadalje poškodovano od španskih zavojevalcev, ki so iskali zlato.
Srednji Horizont
Srednji Horizont je trajal od 600 - 1000 n. št. Prevladovali sta dve kulturi: Kultura Wari in kulturaTiwanaku. Tiwanaku (napisane tudi Tiahuanaco) je nastala ob jezeru Titicaca (danes na meji med Perujem in Bolivijo), medtem ko je kultura Huari nastala v južnem višavju Peruja. Pojavijo Obe kulturi sta bili pod vplivom kulture Pukara, ki je bila aktivna v času zgodnjega vmesnega obdobja. Te kulture so si delile nekatere skupne značilnosti na svojih prenosnih umetnostih, se je pa njihova monumentalna umetnost nekoliko razlikovala.
Monumentalna umetnost Tiwanaku je dokazala tehnično hrabrost v kamnu, vključno s finimi podrobnimi reliefi, monoliti kot je Ponce monolit in Sončna vrata v glavnem mestu. Prenosna umetnost kaže "portreto posodo", keramično posodo v obliki glav, kot tudi podobe jaguarja in ujed. Pri ustvarjanju so uporabljali celotno paleto materialov, od keramike do tekstila, lesa, kosti in školjčnih lupin. Tkanine z vezavo 300 niti na palec so našli na Tiwanaku najdiščih.
Wari prevladuje na območju od osrednjega Peruja do Ekvadorja, s središčem v bližini Ayacucho, Peru. Njihova umetnost se razlikuje od sloga Tiwanaku po uporabi drznejši barv in vzorcev. Pomembnejša najdbe so obleke-tapiserije, domnevajo, da so jih nosili duhovniki ali vladarji, pogosto imajo abstraktne geometrijske vzorce, pa tudi podobe živali in figur. Wari keramika, tudi visoke tehnične kakovosti, je v marsičem podobna tistim iz prejšnjih kultur. Kovine, le redko najdene, prikazuje elegantno enostavnost in visoko raven izdelave.
Pozno vmesno obdobje
Po zatonu Wari in Tiwanaku, je v severnih in osrednjih obalnih območjih prevladala kultura Chimú, ki je vključevala pomembne subkulture kot sta Lambayeque (ali Sicán) in Chancay kultura. Na jugu, obalne kulture prevladujejo v regiji Ica, tam je bilo pomembno kulturno križišče Pachacamac, v bližini Lime. Te kulture so prevladovale od približno leta 1000 dokler se v 1460-tih in 1470-tih ni začel oblikovani Inkovski imperij in sčasoma absorbiral geografsko manjše bližnje kulture.
Pozni Horizont in Inka kultura
To obdobje predstavlja obdobje, v katerem je kulturo centralnih Andov skoraj popolnoma obvladoval Inkovski imperij, ki se je začel svojo širitev leta 1438. Trajal je do španske osvojitve leta 1533. Inki osvojijo veliko tehničnega znanja iz kultur, ki so jih osvojili in ga širijo skupaj s standardnimi oblikami in vzorci  po njihovem celotnem vplivnem območju od Quita, Ekvadorja, do Santiaga v Čilu. Predvsem obvladajo obdelavo velikih kamnov, ki so sestavljeni zelo tesno in brez malte. Veliko monumentalnih struktur je namerno postavljenih v naravno okolje. To je še posebej očitno v Machu Picchu. Mesto Cusco je zgrajeno v obliki pume, z glavo v Sacsayhuaman, kar je še vedno opazno na fotografiji mesta.
Ikonografija inkovske umetnosti je še vedno prepoznavno Inka. Bronasti izdelki dolgujejo izgled Chimújem, kot tudi številne druge kulturne tradicije. Najboljše blago so nosili vladarji,  jedli in pili so iz zlatih in srebrnih čaš. Inkovski kovinski izdelki so relativno redki, saj so bili večinoma zaplenjeni od Špancev.

#### Zgodnja keramika v severnem delu Južne Amerike
Najzgodnejši dokaz okrašene keramike v Južni Ameriki je mogoče najti na dveh mestih. Različne lokacije v regiji Santarém v Braziliji vsebujejo keramične črepinje, ki datirajo v obdobje med 5000 in 3000 pred našim štetjem. Mesta v Kolumbiji, Monsú in San Jacinto sta kraja najb lončenine različnih stilov, ki datirajo okoli 3500 pr. n. št. To je področje aktivnega raziskovanja in se lahko še spremeni. Drugo starodavno mesto na Puerto Hormiga v okrožju Bolívar v Kolumbiji ki seže do 3100 pred našim štetjem in vsebuje fragmente lončarstva, kot so figure živali v slogu, podobnem kasnejšim najdbam kulture Barrancoid v Kolumbiji in Venezueli. Valdivia v Ekvadorju je nahajališče datirano v približno 3100 pr. n. št. in vsebuje okrašene fragmente, kot tudi figurice, mnoge predstavljajo gole ženske.
Do leta 2000 pred našim štetjem, je bilo lončarstvo najdeno v vzhodni Venezueli. Slog La Gruta, pogosto pobarvan v rdeče ali belo, vključuje zarezane figure živali v keramiki, kot tudi keramične posode oblikovane kot živali. Slog Rancho Peludo zahodne Venezuela kaže relativno enostavne dekoracije tekstilna.

#### Zgodnja umetnost v vzhodnem delu Južne Amerike
Relativno malo je znanega o zgodnji poselitvi Južne Amerike vzhodno od Andov. To je posledica pomanjkanja kamna in džungle, ki hitro reciklira organske snovi. Onstran Andov, kjer so bili prebivalci bolj jasno povezani z zgodnjimi kulturami Peruja, so zgodnje najdbe na splošno omejene na obalna območja in na tistih področjih, kjer so kamnite griže. Medtem ko obstajajo dokazi o prebivanju ljudi v severni Braziliji že 8000 pred našim štetjem, je skalna umetnost neznana. Zdi se, da so najzgodnejši umetniških artefakti keramika. Mina civilizacija Brazilije (3000-1600 pr. n. št.) je imela preproste okrogle vrče z rdečim okrasjem, ki so stilistični predhodniki kasneje Bahia in Guyanan kulture .

#### Argentina, Čile in Patagonija
Južni območja Južne Amerike kažejo dokaze človeškega bivanja do 10.000 pred našim štetjem. Lokacija Arroio ne Fosseis v pampi v južni Braziliji je pokazala zanesljive dokaze tega časa. Tierra del Fuego na južni konici celine je bila zasedena od leta 7000 pred našim štetjem. Umetniške najdbe so redke.

## Ljudska umetnost Oceanije

### Avstralija
Od najzgodnejših časov so domačini iz Avstralije imenovani Aborigini, izdelovali izrazite vzorce umetnosti. Veliko aboriginske umetnosti je prehodne, sestavljene v pesku ali na človeškem telesu za okrasitev, totem živali ali plemenska zgodba. Zgodnja umetniška dela, ki so ohranjena so večinoma skalne poslikave. Mnogi se imenujejo rentgenske slike, saj kažejo kosti in organe živali, ki jih prikazujejo. Nekatera aboriginska umetnost se sodobnemu gledalcu zdi abstraktna. Pogosto uporablja geometrijske like in linije za prikaz pokrajine, ki je pogosto prikazana s ptičje perspektive.

### Polinezija
Domačini iz Polinezije imajo posebno umetniško dediščino. Medtem ko so bili mnogi od njihovih artefaktov narejeni z organskih materialov in so izgubljeni za zgodovino, so nekateri najbolj osupljivi dosežki iz gline in kamna ohranjeni. Med njimi so številni fragmenti lončenine iz zahodne Oceanije iz poznega 2. tisočletja pred našim štetjem. Tudi domačini Polinezije so raztreseni po svojih otokih izdelovali petroglife, kamnite ploščadi ali Marae in skulpture prednikov, najbolj znane kot Moai na Velikonočnem otoku.

## Prazgodovina na Slovenskem
Slovenija je po prazgodovinskih najdbah in najdiščih zelo bogata.

### Paleolitik
Najstarejše znano paleolitsko orodje človeške izdelave, odkrito na Slovenskem, so našli v Jami v Lozi pri Orehku na Pivškem. Starost ocenjujejo na 250 000 let. takrat je vladala precej topla klima, v Pivški kotlini je bilo jezero, v katerem so živeli povodni konji, katerega ostanke so našli v Postojnski jami.
V srednjem in mlajšem paleolitiku so bile naseljene tudi številne druge jame v okolici.
Betalov spodmol je najbolj znan po najdbah iz srednjega paleolitika, in jih uvrščamo v mousteriensko kulturo, to je čas neandertalca in so stare okoli 150 000 let.
Divje babe I. ležijo v skalnatem pobočju nad reko Idrijco. V jami so našli okoli 45.000 let staro koščeno piščal, narejeno iz stegnenične kosti jamskega
medveda. Poleg te, so našli veliko število ostankov jamskega medveda, koščeno in
kamnito orodje ter ostanke kurišč, pa tudi jamskega leva, leoparda, alpskega svizca in kozoroga, ki so danes na Slovenskem izumrli. Iz lesa tise so našli narejena kopjišča in druge koristne predmete.
Mlajši paleolitik je zastopan s Potočko zijalko: izkopali so 300 koščenih najdb (80 kamnitih orodij-rezila, praskala, ozki nožički itd, 134 koščenih predmetov - konice za sulice, tudi najbolj znana do sedaj najstarejša koščena igla na svetu, stara 35 000 let.

### Mezolitik
Pred 10 000 leti, ob koncu ledene dobe, so se tudi na območju današnje Slovenije naselile mezolitske kulture. Ljudje so živeli na prostem in v naravnih jamah.

### Neolitik
Neolitska revolucija je v naše kraje prinesla pojav kmetijstva, stalne naselitve, prve obrti (predilsko in tkalsko, keramično orodje oz. orožje).
Neolitske najdbe iz Drulovke pri Kranju obsegajo koščke lončenine, okrašene z vrezovanjem, vbodi in odtisi, tri ročaje glinenih zajemalk ter glinen vrč ali utež za statve oz. preslico.
Najdbe iz Ajdovske jame pri Nemški vasi sodijo na prehod iz mlajše kamene dobe v bakreno. Pomembne so predvsem zaradi ugotovitve, da so jo uporabljali kot grobišče ali nekropolo. Našli so posode z žitom, kurišča in kosti živali.

### Bakrena doba
Baker se je pojavil proti sredini 3. tisočletja pr.n.št.. Tako tudi na Slovenskem nastane bakrena doba. Najbolj znana eneolitska najdišča so na Ljubljanskem barju, ki ga je pokrivalo jezero (koliščarska naselja).
Najdbe bakrenih sekir, suličnih osti in nakita ter pripomočkov za izdelavo teh predmetov - kalupi in livarski lončki, so najdbe s tega območja.NA znanje tesarstva kažejo najdbe predmetov iz lesa, ohranjena v  barjanskih tleh (leseno kopje, šilo, zajemalka, lesene jagode za ogrlico in najbolj znamenite najdbe čolni deblaki).
Da je bilo razvito kmetijstvo (živinoreja), kažejo najdbe kosti domačih živali. Najdbe bojnih sekir, obrambnih naprav dokazujejo obstoj vojske.

### Bronasta doba
Med 2200 in 800 pr.n.št. je na tleh današnje Slovenije potekala bronasta doba. Na to kažejo najdbe bronastega orodja (kladiva, zagozde, sekire,...) in orožja (meči, osti, noži,… ter kalupi za ulivanje kovin).
Najdbe orodja so iz bližine nahajališč rud (Cerkno, Zasavje, Pohorje in Kozjak).
Mušja jama pri Škocjanu je najzanimivejše najdišče. Vanjo so metali dragocene predmete, kot je razno posodje in bronasto orožje. Domnevajo da je bila kultno mesto, saj so v njej darovali podzemnim božanstvom.
V pozni bronasti dobi je bil pomembno središče Ormož. V hišah so našli najrazličnejše glinaste posode, ognjiščne podstavke, pekve ali lončene posode. Znane so tudi najdbe iz Dobove, Ljubljane, Maribora in Ptuja.

### Železna doba
V halštatskem obdobju je slovensko ozemlje doživljalo velik gospodarski in kulturni razcvet. Zaradi pomanjkanja zgodovinskih virov imena halštatskih ljudstev na Slovenskem žal niso znana.
Vače so začeli izkopavati leta 1877. Najdeni so bili številni predmeti iz kar 220 grobov, 19 hiš in mnogo drugega. V hišah so našli lonce, sklede, žrmlje, brusne kamne, nekaj kovinskih predmetov, ki pa so bili poškodovani, vretenca za prejo in glinaste uteži za statve. Ker so odkrili železovo žlindro, je bilo potrjeno, da so se ukvarjali s predelavo kovin. Najbolj poznana najdba iz Vač je bronasta vedrica, ali Vaška situla.
V svetovnem merilu je bilo pomembno halštatsko kulturno žarišče na Dolenjskem. V tem obdobju je pomembna trgovina - jantarska pot, ki je vodila do Baltika do Jadrana. Po bogastvu najdb so najbolj znani tako imenovani knežji grobovi halštatskih knezov iz Stične in Novega mesta.
Most na Soči spada med najpomembnejša prazgodovinska najdišča jugovzhodnih Alp. Izkopanih je bilo 35 tlorisev hiš, vendar so bile najdbe skromne.
V 3.stol. pr.n.št. so se v naše kraje priselila keltska plemena, ki so se zlila s halštatskim prebivalstvom in na Slovenskem utrdila latensko kulturo.
Največji razcvet so dosegli Noriki, ki so v 2. st. pr.n.št. na Koroškem ustanovili noriško kraljestvo, kamor je sodila tudi Celeia.